# ライザ・ソベラノ
ホープ・エリザベス「リザ」ソベラノ（Hope Elizabeth "Liza" Soberano、1998年1月4日 - ）はフィリピン人の女優、モデル、歌手。